# Jimmy DeGrasso
Jimmy DeGrasso är trummis, född 16 mars 1963 i Bethlehem, Pennsylvania.
Jimmy DeGrasso ersatte Nick Menza i Megadeth.

## Band
- Black Star Riders (2013–)
- Alice Cooper (1996–2000, 2009–2010)
- Lita Ford
- MD.45 (1996)
- Megadeth (1998–2002)
- Ozzy Osbourne (1986–1987)
- Suicidal Tendencies (1992–1994)
- Y&T (1987–1991)
- White Lion (1991–1992)

## Fotnoter
1. ↑  Discogs, Discogs artist-ID: 410710, läst: 9 oktober 2017.[källa från Wikidata]